# 伊斯盧加火山國家公園
19°09′00″S 68°50′00″W / 19.15000001°S 68.8333333433°W

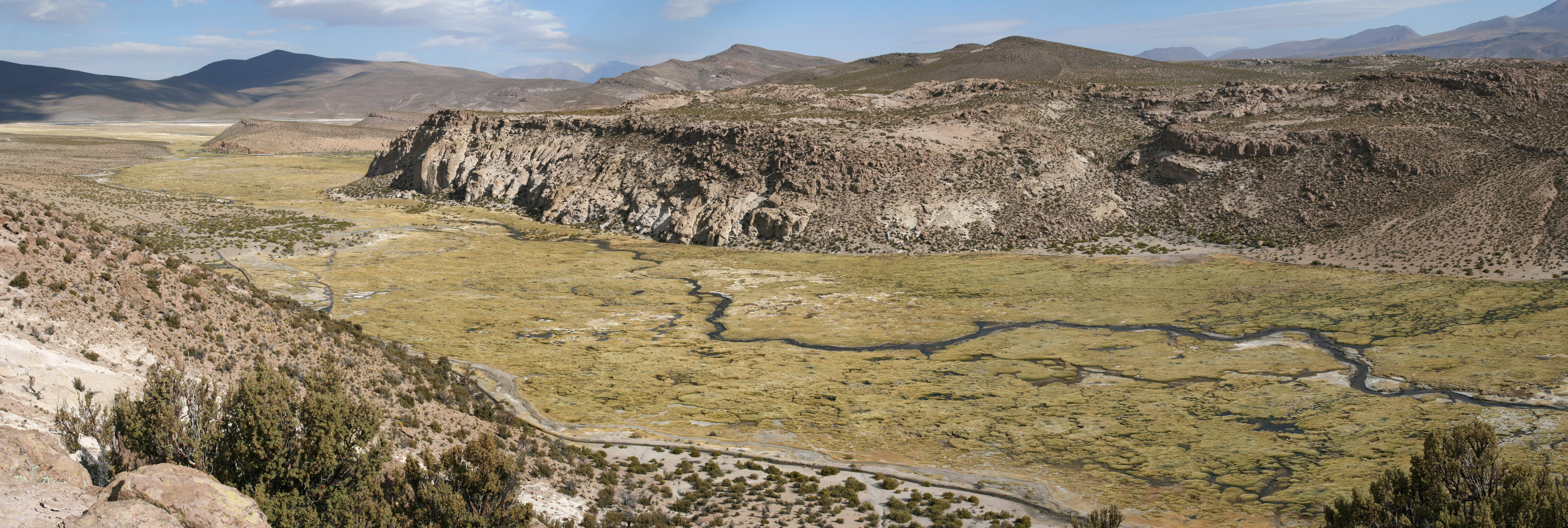

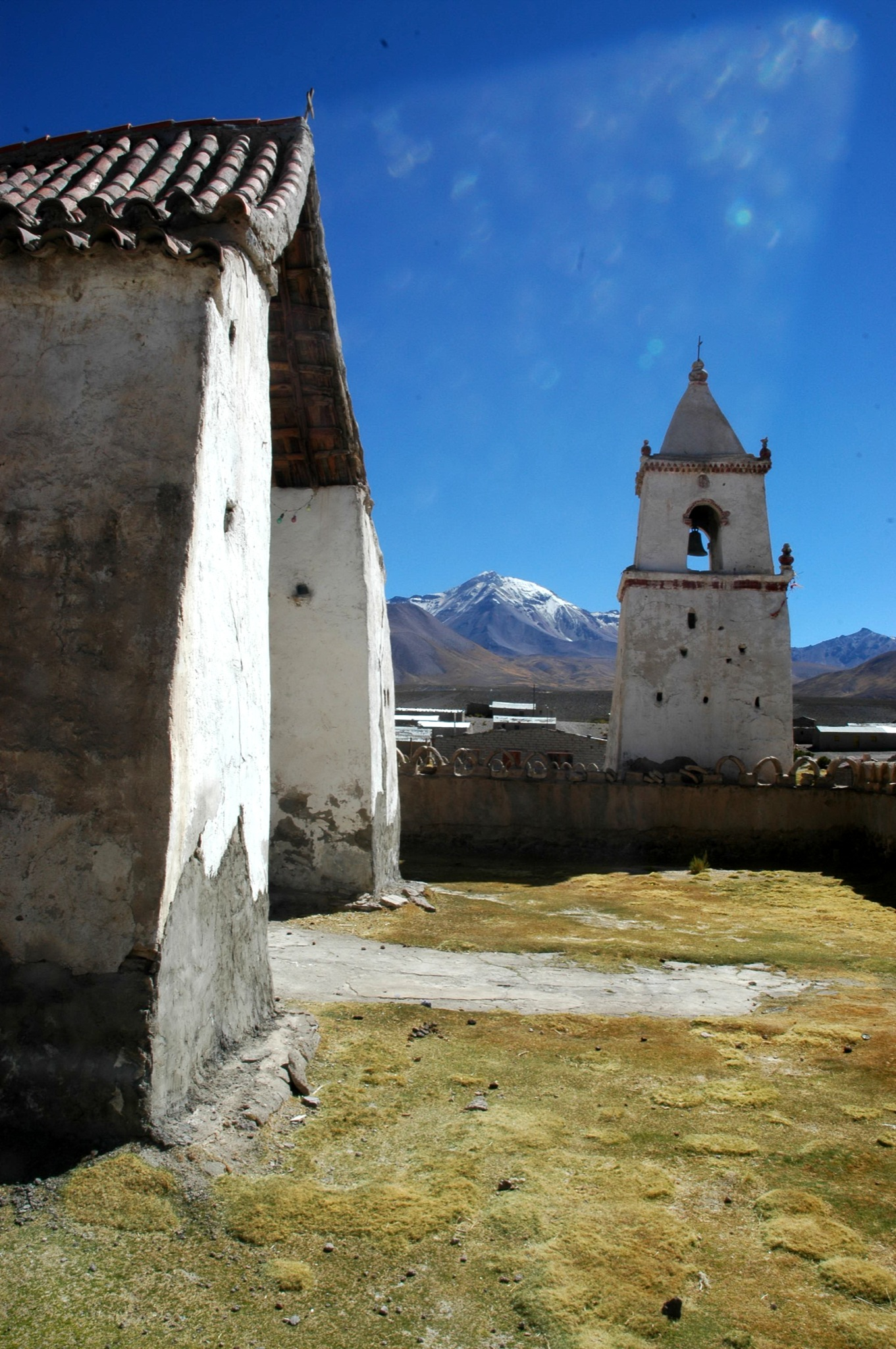

伊斯盧加火山國家公園是智利的國家公園，位於該國北部，由塔拉帕卡大區負責管轄，成立於1967年，面積1,747平方公里，最高點海拔高度5,550米。

## 外部連結
- （西班牙文） Parque Nacional Volcán Isluga